# The Trip
The Trip – niezależny amerykański film fabularny (miłosny komediodramat) z 2002 roku, napisany, wyprodukowany i wyreżyserowany przez debiutanta Milesa Swaina, z Larrym Sullivanem i Steve'em Braunem obsadzonymi w rolach głównych. Film prezentowany był podczas festiwali kina offowego i queerowego, gdzie spotykał się z powszechnym uznaniem i wyróżniany był nagrodami.

## Fabuła
Lata 70., Los Angeles. Podczas jednego z przyjęć w domu bogatego przedsiębiorcy Petera Baxtera poznają się Alan Oakley i Tommy Ballenger. Pierwszy jest początkującym pisarzem-republikaninem, który kończy tworzyć książkę poświęconą homoseksualizmowi i stylowi życia osób LGBT. Tommy z kolei zajmuje się filantropią, pracując z grupą mającą na celu zmienić negatywny wizerunek gejów w społeczeństwie. Pomimo początkowych zapewnień Alana o własnym heteroseksualizmie, wkrótce obaj tworzą parę. Po czterech latach książka Alana zostaje wydana wbrew jego woli. Bohater potępia w niej świat gejów i lesbijek, choć teraz sam do niego przynależy. Miłość Oakleya i Ballengera zostaje wystawiona na próbę.

## Obsada
- Larry Sullivan − Alan Oakley
- Steve Braun − Tommy Ballenger
- Ray Baker − Peter Baxter
- Sirena Irwin − Beverly
- Jill St. John − Mary Oakley
- Alexis Arquette − Michael
- James Handy − Hal
- Dennis Bailey − Larry Jenkins
- Art Hindle − Ted Oakley
- Julie Brown − sekretarka w firmie OutLoud
- Faith Salie − ignorowana kobieta

## Nagrody i wyróżnienia
- 2002, Torino International Gay & Lesbian Film Festival:
  - nominacja do nagrody dla najlepszego filmu fabularnego (nagrodzony: Miles Swain)
- 2002, OutTakes Dallas Gay & Lesbian Film Festival:
  - Nagroda Audiencji (Miles Swain)
  - nagroda dla najlepszego aktora (Larry Sullivan)
- 2002, Rehoboth Beach Independent Film Festival:
  - Nagroda Audiencji dla najlepszego debiutu filmowego (Miles Swain)
- 2002, Reel Affirmations Washington, D.C.:
  - nagroda dla najlepszego filmu (Miles Swain)
  - nagroda HBO Audience (Miles Swain)
- 2002, ImageOut Kodak Awards − The Rochester Lesbian & Gay Film & Video Festival:
  - nagroda dla najlepszego filmu niezależnego (Miles Swain)